# أزمة الهجرة الأمريكية عام 2014
تمثلت أزمة الهجرة الأمريكية لعام 2014 بحدوث فورة في أعداد الأطفال والنساء غير المصحوبين بذويهم والساعين لدخول الولايات المتحدة الأمريكية قادمين من المثلث الشمالي لأمريكا الوسطى. يشير مصطلح «الطفل الأجنبي غير المرافق لذويه» في القانون الأمريكي إلى كل طفل لم يتجاوز الثامنة عشر من عمره، ولم يسوّى وضعه القانوني في الولايات المتحدة الأمريكية، ولا يملك وصيًا قانونيًا يوفر له الحصانة والرعاية المادية.
ازداد عدد الأطفال غير المرافقين لذويهم الذين ألقي القبض عليهم على الحدود المكسيكية الأمريكية من 38759 طفل في عام 2013 إلى 68541 طفل في عام 2014، بنسبة قدرها 80% تقريبًا. يمكن عزو هذا التزايد إلى العديد من العوامل بما في ذلك المعدلات العالية لجرائم العنف المرتبطة بالعصابات في دول دول المثلث الشمالي لأمريكا الوسطى، ونشر مهربي المهاجرين لشائعات كاذبة حول أذونات دخول الولايات المتحدة، وتزايد الوعي بقانون قانون H.R. 7311 الصادر عام 2008 في الولايات المتحدة والذي يمنح الأطفال غير المصحوبين بذويهم، والقادمين من دول لا تشترك بحدود مع الولايات المتحدة الأمريكية، درجات عالية من الحماية، إضافة إلى تعافي الاقتصاد الأمريكي من آثار الكساد الكبير. لم يكن العديد من الأطفال المهاجرين بصحبة أحد من والديهم أو أي وصي قانوني عليهم لتقديم الرعاية الصحية أو الحضانة المادية لهم، وسرعان ما تسببوا بإرباك دوريات الحدود المحلية.

## خلفية
ابتداءً من عام 1980، تزايد عدد المهاجرين القادمين إلى الولايات المتحدة الأمريكية من أمريكا الوسطى بشكل كبير، واتسمت بلدان أغلب هؤلاء المهاجرين بانتشار الفساد والفقر وجرائم القتل. كان أغلب المهاجرين القادمين من أمريكا الوسطى من سكان هندوراس وغواتيمالا والسلفادور. شهد عدد المهاجرين القادمين من بلدان أمريكا الوسطى الأخرى (ككوستاريكا ونيكاراغوا وبنما وبيليز) إلى الولايات المتحدة انخفاضًا بسيطًا في الفترة ما بين عامي 2010 و2013. منذ ثمانينيات القرن العشرين، شكل المهاجرون القادمون من هندوراس والسلفادور وغواتيمالا ما نسبته 85% من المهاجرين للولايات المتحدة القادمين من دول أمريكا الوسطى. اعترضت هيئة الجمارك وحماية الحدود في الولايات المتحدة الأمريكية في عام 2016 وحده 46900 طفل غير مرافق لذويه، وأكثر من 70400 وحدة عائلية وصلت الحدود المكسيكية الأمريكية قادمة من السلفادور وغواتيمالا وهندوراس.
خلال الحرب الباردة، دعمت الولايات المتحدة الأمريكية القوى المسلحة المعادية للشيوعية في جميع أنحاء أمريكا اللاتينية. يدعي الباحثون أن ارتفاع معدلات العنف والقتل في العديد من هذه البلدان ما هو إلا نتيجة مباشرة لتدخل الولايات المتحدة الأمريكية فيها لصالح القوى المناهضة للشيوعية والذي بدأ مع الانقلاب الغواتيمالي في خمسينيات القرن العشرين الذي شكل نواة أزمة اللاجئين المعاصرة.
كانت نسبة الأطفال المرتفعة بين المهاجرين السبب الأساسي وراء اهتمام مختلف وسائل الإعلام الدولية  بأزمة الهجرة الأمريكية في عام 2014. يعبر معظم هؤلاء الأطفال الحدود بين غواتيمالا والمكسيك على متن قطار يسمى «لابيستيا» (الوحش)، الذي تبدأ رحلته من محطته الأولى بالقرب من الحدود الغواتيمالية في ولاية تشياباس المكسيكية، وتنهي في مدينة مكسيكو. أثار قطار لابيستيا اهتمام المجتمع الدولي. يعد طريق القطار بؤرة للابتزاز الجماعي والفساد والقتل والسرقة والاغتصاب والاختطاف والاعتداء الجنسي على المهاجرين من أمريكا الوسطى وغيرهم. لا يبلغ المهاجرون عادة عن هذه الجرائم خوفًا من ترحيلهم إلى بلدانهم الأصلية. سيحتاج هؤلاء الأطفال المهاجرين، في حال تمكنوا من النجاة من رحلة قطار لابيستيا ومن العصابات المكسيكية، للعثور على أحد مهربي المهاجرين لتهريبهم عبر الحدود المكسيكية الأمريكية.
خلال أزمة الهجرة الأمريكية عام 2014، عبر معظم النساء والأطفال القادمين من أمريكا الوسطى نهر ريو غراندي، وسلموا أنفسهم لدوريات الحدود الأمريكية مدفوعين بالاعتقاد -المبني على أسس سليمة بشكل جزئي- بأن قانون الهجرة واللاجئين في الولايات المتحدة الأمريكية يتضمن ترتيبات خاصة بالأطفال. أربك العدد الكبير من المهاجرين، الذين يحق لهم المثول أمام المحاكم والحصول على استشارات والتنسيب، المحاكمَ الأمريكية وغيرها من المرافق الحكومية.  

## أسباب
يرجع الارتفاع الكبير بأعداد المهاجرين إلى الولايات المتحدة الأمريكية في عام 2014، بشكل أساسي، إلى زيادة عدد الوافدين القصّر غير المصحوبين بذويهم والقادمين بشكل أساسي من بلدان غواتيمالا وهندوراس والسلفادور (المثلث الشمالي لأمريكا والسطى). ارتفع عدد الأطفال غير المصحوبين بذويهم الذين أُلقي القبض عليهم على الحدود الأمريكية المكسيكية من 38759 طفل في عام 2013 إلى 68541 طفل في عام 2014 بزيادة قدرها 80% تقريبًا. تعزى هذه الزيادة الكبيرة في عدد الأطفال القصر غير المصحوبين بذويهم إلى عدد من العوامل منها ارتفاع معدلات الجريمة المرتبطة بالعصابات في المثلث الشمالي، ونشر مهربي المهاجرين لشائعات كاذبة حول أذونات دخول الولايات المتحدة وتزايد الوعي بقانون قانون H.R. 7311 الصادر في الولايات المتحدة عام 2008، الذي يمنح الأطفال غير المصحوبين بذويهم والقادمين من دول لا تشترك بحدود مع الولايات المتحدة الأمريكية درجات عالية من الحماية، إضافة إلى تعافي الاقتصاد الأمريكي من آثار الركود الكبير.
في دراسة أجرتها المفوضية السامية للأمم المتحدة لشؤون اللاجئين على ما يقرب 400 طفل غير مصحوبين بذويهم قادمين من المكسيك وأمريكا الوسطى، أفاد 58% منهم بأن دوافع هجرتهم ارتبطت بأمور تتعلق بالسلامة في وطنهم، بزيادة قدرها 450% تقريبًا على نسبة الأطفال المكسيكيين الذين أبلغوا عن نفس الدوافع لهجرتهم إلى الولايات المتحدة الأمريكية في دراسة أجريت عام 2006، والتي قدرت حينها ب 13% فقط.
شهدت بلدان المثلث الشمالي لأمريكا الشمالية، هندوراس وغواتيمالا والسلفادور، زيادة في معدل جرائم العنف مع بداية العقد الأول من القرن الحادي والعشرين. تراجعت معدلات جرائم القتل في السلفادور وهندوراس وغواتيمالا بدءًا من عام 2011، لكن، ظلت معدلات جرائم القتل فيها من بين أعلى المعدلات في العالم. في بداية عام 2014، شهدت السلفادور تصعيدًا آخر في أعمال العنف بعد أن آلت الهدنة بين عصابة شارع 18 وعصابة إم إس-13 إلى الانهيار.